# Wizard of Wor
Wizard of Wor ist ein Arcade-Spiel von Bally Midway aus dem Jahre 1981. Das Action-Spiel für zwei Spieler wurde später sehr erfolgreich auf den Commodore 64 portiert.

## Spielablauf
Ziel des Spieles ist es, in aufeinanderfolgenden Leveln (Dungeons) alle dort auftauchenden Monster zu töten. Dabei sehen die Spieler den Dungeon jeweils komplett von oben und erkennen alle Monster, auch wenn sie sich aufgrund von Wänden nicht in direkter Sichtline aufhalten. Die Spieler verlieren umgehend ein Leben, sobald sie in den Feuerstrahl eines Monsters laufen oder sich vom Monster selbst berühren lassen. Je länger die Spieler benötigen, um die Monster zu erledigen, desto schneller bewegen sich letztere durch den Dungeon, wodurch der Schwierigkeitsgrad erhöht wird.
Eine Besonderheit des Spiels besteht darin, dass die Spieler sich zu jedem Zeitpunkt des Spiels entscheiden können, ob sie gegen- oder miteinander spielen: Zwar gibt es für den Abschuss des anderen Spielers ebenso Punkte wie für den Abschuss der Monster, jedoch macht es das Spiel schwieriger, da durch gut organisiertes Teamplay wie Kreuzfeuer und gutes taktisches Positionieren das Spielfeld oft einfacher dominiert werden kann.
Es gibt fünf verschiedene Monstertypen, die sich unterschiedlich schnell durch den Dungeon bewegen und teilweise spezielle Fähigkeiten besitzen. Neben den Standardmonstern Burwor, Garwor und Thorwor gibt es in späteren Leveln noch zwei weitere Monster: Der Worluk bewegt sich äußerst schnell und versucht stets, durch einen der beiden Seitenausgänge aus dem Labyrinth zu entkommen. Gelingt es den Spielern, dieses Vorhaben zu verhindern, zählen alle Abschüsse im nächsten Level doppelt (Double Score Dungeon). Wurde der Worluk erledigt, taucht in einigen Leveln schließlich der Endgegner Wizard of Wor auf, der sich beliebig auf dem Spielfeld teleportieren kann und so seinen Abschuss erschwert.

## Sonstiges
Die Minimal-Electro-Musikgruppe Welle: Erdball veröffentlichte 2006 auf ihrem Album Chaos Total ein Lied mit dem Titel Wizard of Wor, bei dem die Melodie bzw. der Klang der Commodore-64-Version dieses Spiels Verwendung findet. Die Gruppe macht elektronische Musik und zeichnet sich durch die rege Verwendung des C64 als Musikinstrument aus.

## Portierungen
- Bally Astrocade (1982)
- Atari 2600
- Atari 5200 (1983)
- Atari XEGS
- VC 20 (nur angekündigt)
- Commodore Max
- Commodore 64 (1983)
- Atari 800
- Xbox (2004 auf Midway Arcade Treasures 2)
- GameCube (2004 auf Midway Arcade Treasures 2)
- PlayStation 2 (2005 auf Midway Arcade Treasures - Extended Play)
- PlayStation Portable (2005 auf Midway Arcade Treasures - Extended Play)
- PC Windows (2006 auf Midway Arcade Treasures Deluxe Edition)
- ColecoVision (2017)[1]
- MSX (2018)[2]
- Intellivision (2020)[3]